# Pocket Hello Kitty
Le Pocket Hello Kitty (en japonais : ポケットハローキティ) est est une console de jeux vidéo portable créée par Nintendo mettant en scène le personnage de Hello Kitty, et similaire aux Pokémon Pikachu et Pokémon Pikachu 2 GS de Nintendo. Il possède des boutons semblables à ceux d’une Game Boy, comprenant deux boutons circulaires, deux boutons de forme ovale (placés horizontalement), ainsi qu’une croix directionnelle. Il est également équipé d’un bouton de réinitialisation.
Il a été commercialisé à un prix de vente conseillé de 2500 yens (hors taxes).
Le jeu est doté d’un podomètre intégré et encourage la marche grâce à un système de points appelé "Kitt", une monnaie également utilisée dans la Hello Kitty Pocket Camera, jamais sortie.
Le Pocket Hello Kitty peut être attaché au corps, permettant ainsi au joueur d’augmenter le compteur de pas en se déplaçant.
Comme le Pokémon Pikachu, il est similaire à un Tamagotchi, ces consoles ne disposent que d'un seul jeu, intégré dans la machine.

## Système de jeu

### Kitty Forest
Kitty Forest (en japonais : キティの森) est un mini-jeu inclus dans le logiciel. Il est décrit comme un mini-jeu amusant dans lequel le joueur progresse à travers une forêt. Pour entrer dans Kitty Forest, le joueur doit collecter des "Kitt" en marchant. 25 Kitt sont nécessaires pour jouer à ce jeu. Le mini-site officiel de Nintendo suggère que les joueurs peuvent obtenir un objet rare.

### Animation
Après que le joueur a obtenu un objet, il peut l’utiliser pour profiter d’une animation mignonne de Hello Kitty. Parmi les objets figurent (mais ne sont probablement pas limités à) une raquette de tennis, un ruban et un téléphone.
Lorsque Hello Kitty est présente à l’écran, secouer le Pocket Hello Kitty peut entraîner l’apparition d’un message de Hello Kitty, y compris « HELLO » lorsqu’elle utilise le téléphone.

### Carnet d’amis
Lorsque le joueur utilise un objet, il peut rencontrer des amis. Plus le joueur marche, plus il a de chances de rencontrer un ami. Les amis rencontrés seront ajoutés au « Carnet d’amis ».